# Eogale
Eogale — вимерлий рід хижоморфних ссавців. Скам'янілості знайдено в таких країнах: США (Міссісіпі). Описано такі види: Eogale parydros.